# Centrolepidaceae
Cetrolepidaceae je bývalá čeleď jednoděložných rostlin z řádu lipnicotvaré (Poales). Některé starší taxonomické systémy ji řadily do řádu Restionales nebo Centrolepidales. V systému APG IV byla vřazena do čeledi lanovcovité.

## Popis
Jsou to jednoleté nebo vytrvalé trsnaté byliny, trávovitého či mechovitého vzhledu. Listy jsou jednoduché, střídavé, někdy v přízemní růžici, přisedlé, s listovými pochvami. Čepel je štětinovitá až čárkovitá, celokrajná, se souběžnou žilnatinou. Jsou to jednodomé rostliny s oboupohlavnými nebo někdy i jednopohlavnými květy. Květy uspořádány v květenstvích, jakýchsi kláscích, někdy interpretováno jako nepravý květ (pseudanthium), jsou hodně redukované (hlávkovitý shluk květů redukovaných na tyčinku a pestík). Celý shluk je podepřen 2 nebo více listeny podobnými plevě, okvětí zcela chybí. Tyčinka je jen 1. Gyneceum se skládá z 1 plodolistu, je monomerické, semeník je svrchní. Plodem je drobný měchýřek podobný tobolce, jsou v plodenství.

## Rozšíření ve světě
Je známo 3-5 rodů a asi 35 druhů, které jsou přirozeně rozšířeny v jihovýchodní Asii, v Austrálii, na Novém Zélandu a na jihu Jižní Ameriky.

## Přehled rodů
Aphelia, Brizula, Centrolepis, Gaimardia